# Friesheim (Erftstadt)

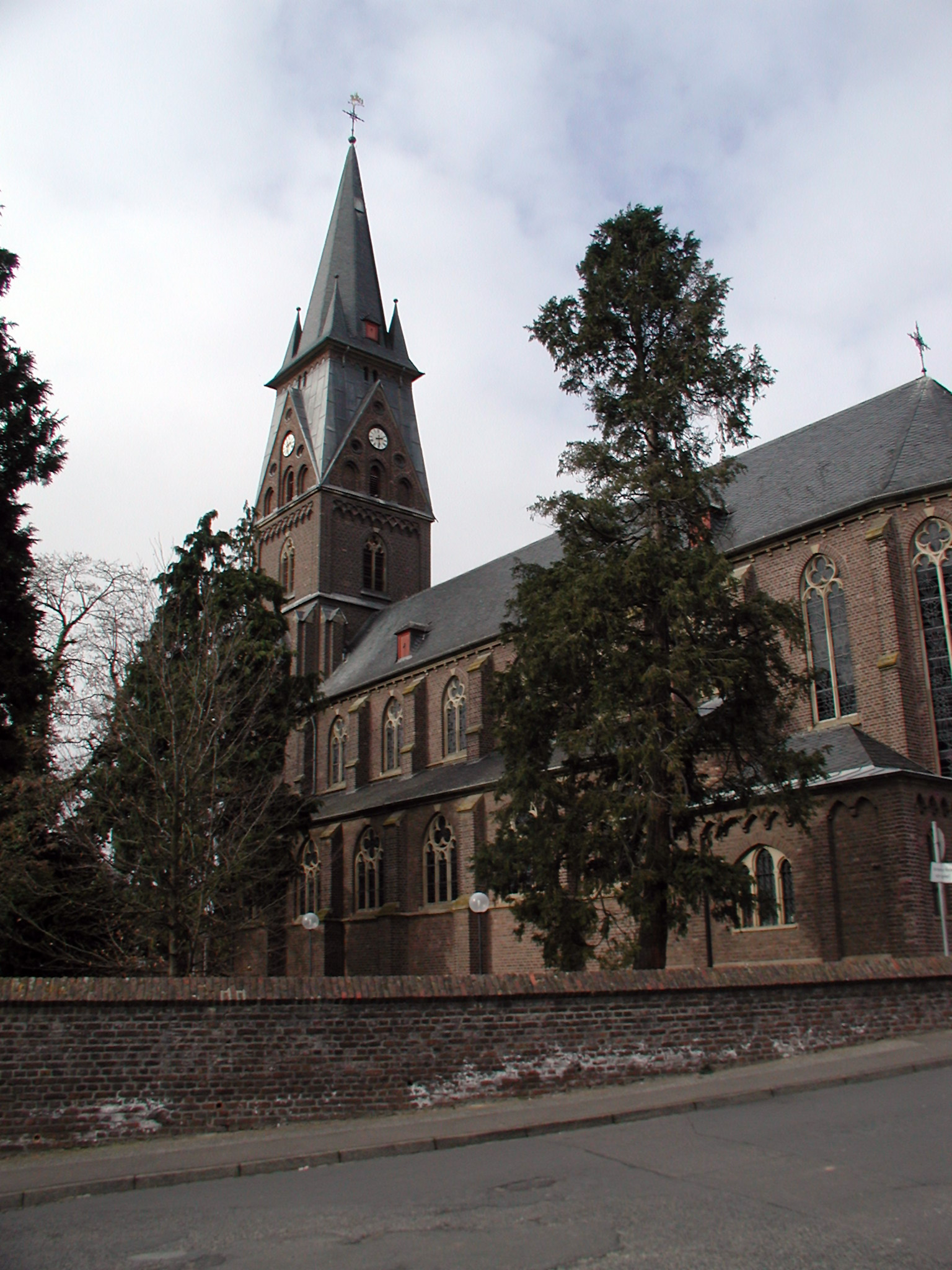
Die denkmalgeschützte katholische Pfarrkirche St. Martin in Friesheim.

Friesheim ist ein Stadtteil von Erftstadt im Rhein-Erft-Kreis mit rund 3000 Einwohnern.

## Lage und Verkehr
Durch Friesheim fließt der Rotbach, der bei Dirmerzheim in die Erft mündet.
Friesheim liegt südwestlich des Autobahnkreuzes Bliesheim, an dem die A 1 auf die A 61 und die A 553 (Querspange Brühl) trifft. Wegen des vorherrschenden Süd-West-Winds ist die Autobahn trotz ihrer Nähe nur selten zu hören. Die nächsten Autobahnanschlussstellen sind Erftstadt an der A 1/A 61 im Norden und Weilerswist an der A 61 sowie Weilerswist-West an der A 1 Richtung Süden. Die Luxemburger Straße, die B 265, wird nach 3 km östlich von Erp und nach 4 km südlich von Lechenich bei Ahrem erreicht.
Werktags ist Friesheim durch die VRS-Buslinie 807 der RVK von Liblar nach Euskirchen an den überörtlichen Verkehr angeschlossen, jedoch sind Fahrten über Liblar hinaus mit Umsteigen in andere Linienbusse oder in die Bahn am Erftstädter Bahnhof verbunden. Sonntags wird Friesheim von der Buslinie 979 der REVG von Hürth-Hermülheim über Liblar nach Erp angefahren. Zusätzlich wird der Ort wird durch den On-Demand-Service „Mobie“ der REVG bedient.
| Linie | Betreiber | Verlauf |
| ----- | --------- | --- |
| 807   | RVK       | Euskirchen Bf – Frauenberg – Oberwichterich / (← Oberelvenich ← Rövenich ← Niederelvenich) – Wichterich – Mülheim – Niederberg – Borr – (Scheuren ← Weiler in der Ebene ← Erp ←) Friesheim – Ahrem – Lechenich – Frauenthal – Liblar – Erftstadt Bf |
| 979   | REVG      | Hürth-Hermülheim (Stadtbahn) – Liblar – Erftstadt Bf – Frauenthal – Lechenich – (Ahrem → Friesheim →) Erp (– Weiler in der Ebene – Zülpich) |

## Geschichte

### Vorgeschichtliche Zeit und Römische Zeit
Die Geschichte Friesheims geht bis in die Eisenzeit zurück. In der Latènezeit gab es in der heutigen Gemarkung Friesheims bereits eine sesshafte Bevölkerung, die ihre Toten verbrannte. Bei Friesheim wurden zwei eisenzeitliche Urnengräber mit Leichenbrand geborgen. Die in einem der Gräber befindliche 29 cm große rötlichbraune Graburne mit glatter Oberfläche und eingeritzten Verzierungen war zerbrochen.
Bei Luftaufnahmen wurden westlich und südwestlich des heutigen Ortes eisenzeitliche Kreisgräber erkannt, die sich durch den Bewuchs von ihrer Umgebung unterscheiden.

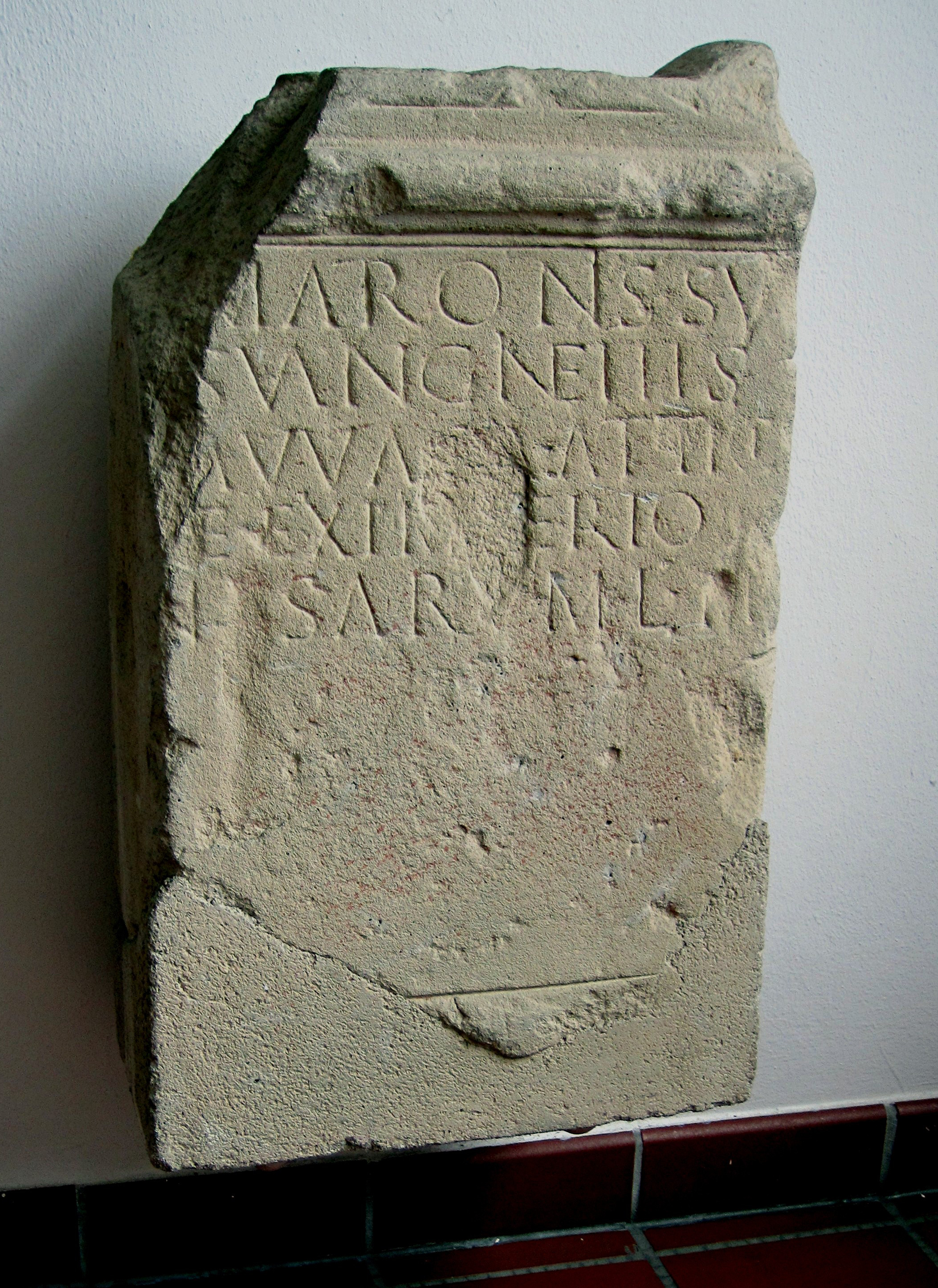
Matronenstein der Matronae Vanginehae 3. Jh. Replik

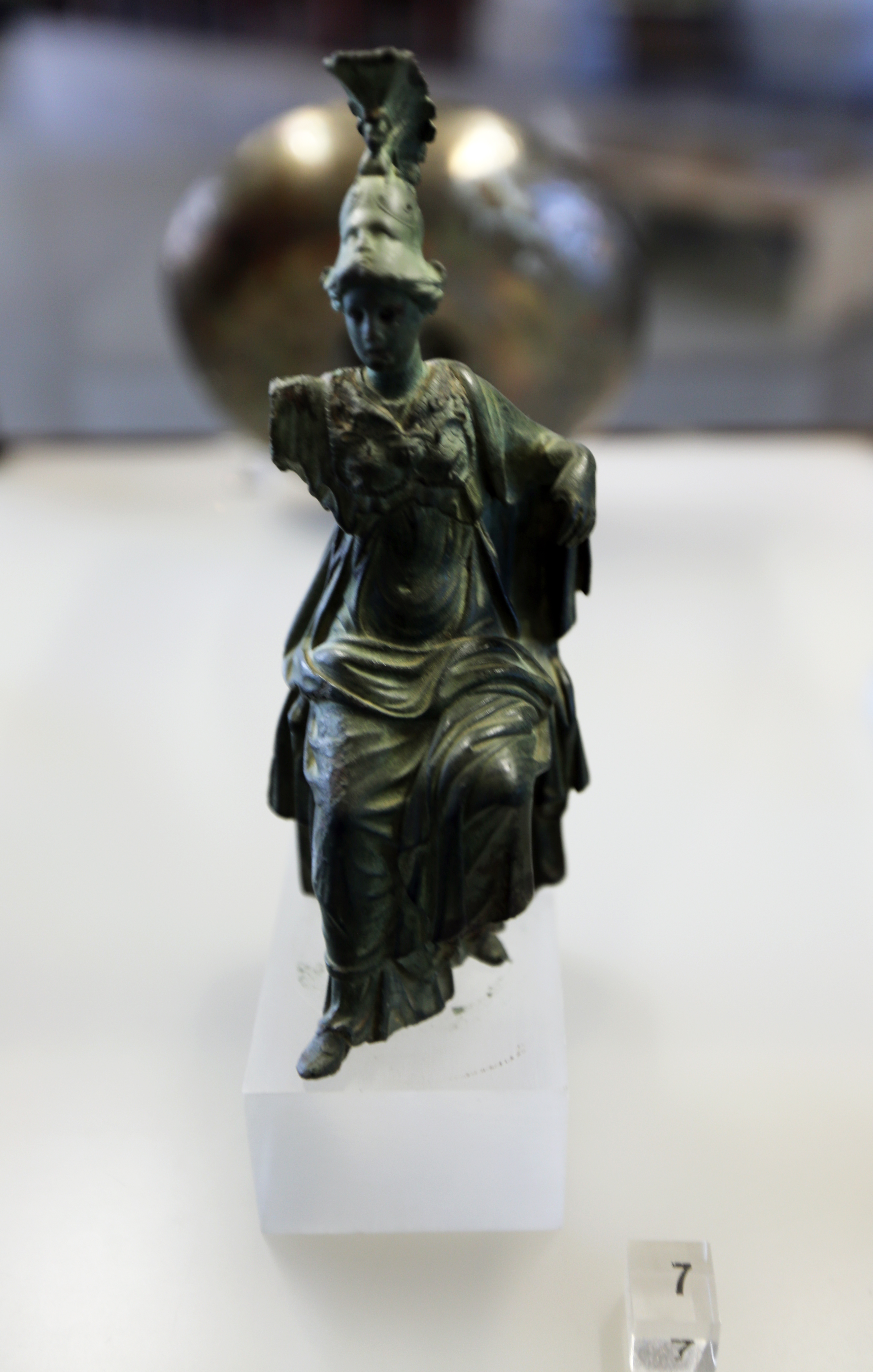
In Friesheim gefundene Figur einer thronenden Minerva (3. Jh.)

Auch in römischer Zeit gab es Ansiedlungen in der heutigen Gemarkung Friesheims. Die Bewohner einer Siedlung im Rotbachtal arbeiteten als Töpfer. In den 1960er und 1970er Jahren wurden dort mehrere Töpferöfen ausgegraben, die zu einem größeren Töpfereibezirk gehörten. Gräberfunde mit Grabbeigaben, Brandgräber, Kultobjekte sowie Keramiken und Ziegelreste römischer Trümmerstellen belegen mehrere Siedlungen. Sie lagen vor allem im Bereich der „Bleistraße“, die von Wichterich-Niederberg kommend an Friesheim vorbeiging und auf die Römerstraße, heute Agrippa-Straße Köln–Trier traf. Diese Fernstraße verlief in knapp 2 km Entfernung am Ort vorbei (heute als Feldweg genutzt).
1982 wurde am Ostrand einer Kiesgrube ein Matronenstein gefunden, den Auvala, die Tochter des Atticus, den Matronae Vanginehae auf deren Befehl (ex imperio ipsarum) gestiftet hatte. Der in das 3. Jahrhundert datierte Votivstein mit einer Offenbarungs-Inschrift besteht aus gelblichgrauem Sandstein und ist im oberen Teil und am Sockel beschädigt. Er befindet sich im Rheinischen Landesmuseum Bonn. Die Stadt Erftstadt besitzt eine Nachbildung des Steins.
Die Statue einer thronenden Minerva, eine 16,8 cm hohe Bronzefigur, wurde 1925 beim Pflügen entdeckt. Sie blieb zunächst bei der Familie des Finders, wurde dann vom Friesheimer Bürgermeister Cader übernommen, der sie bis zu seinem Tode behielt.
Das Römisch-Germanische Museum Köln erwarb sie aus seinem Nachlass.
Bei Luftaufnahmen wurden durch Bodenverfärbungen ehemalige von den Römern an der Straße Köln-Trier zwischen Erp und Friesheim errichtete Burgi entdeckt.

### Mittelalter
Auf die endgültige Besiedlung durch die Franken um 450 verweisen sowohl das Martinuspatrozinium der Friesheimer Kirche, die Flurbezeichnung „Am Königsacker“ sowie die Ortsbezeichnung Friesheim mit der Endung –heim.
Die Bedeutung des Namens „Friesheim“ oder „Vrisheim“ blieb bis heute ungeklärt. Eine Entwicklung des Namens aus Frigbodesheim ist auszuschließen, denn dieser Ort lag im Swistgau (771 in pago Zucstachgowe und 879 in Tustensi pago), einem Gebiet zwischen Bonngau und Ahrgau, Friesheim dagegen lag im Zülpichgau.

#### Schenkung des Grafen Emundus

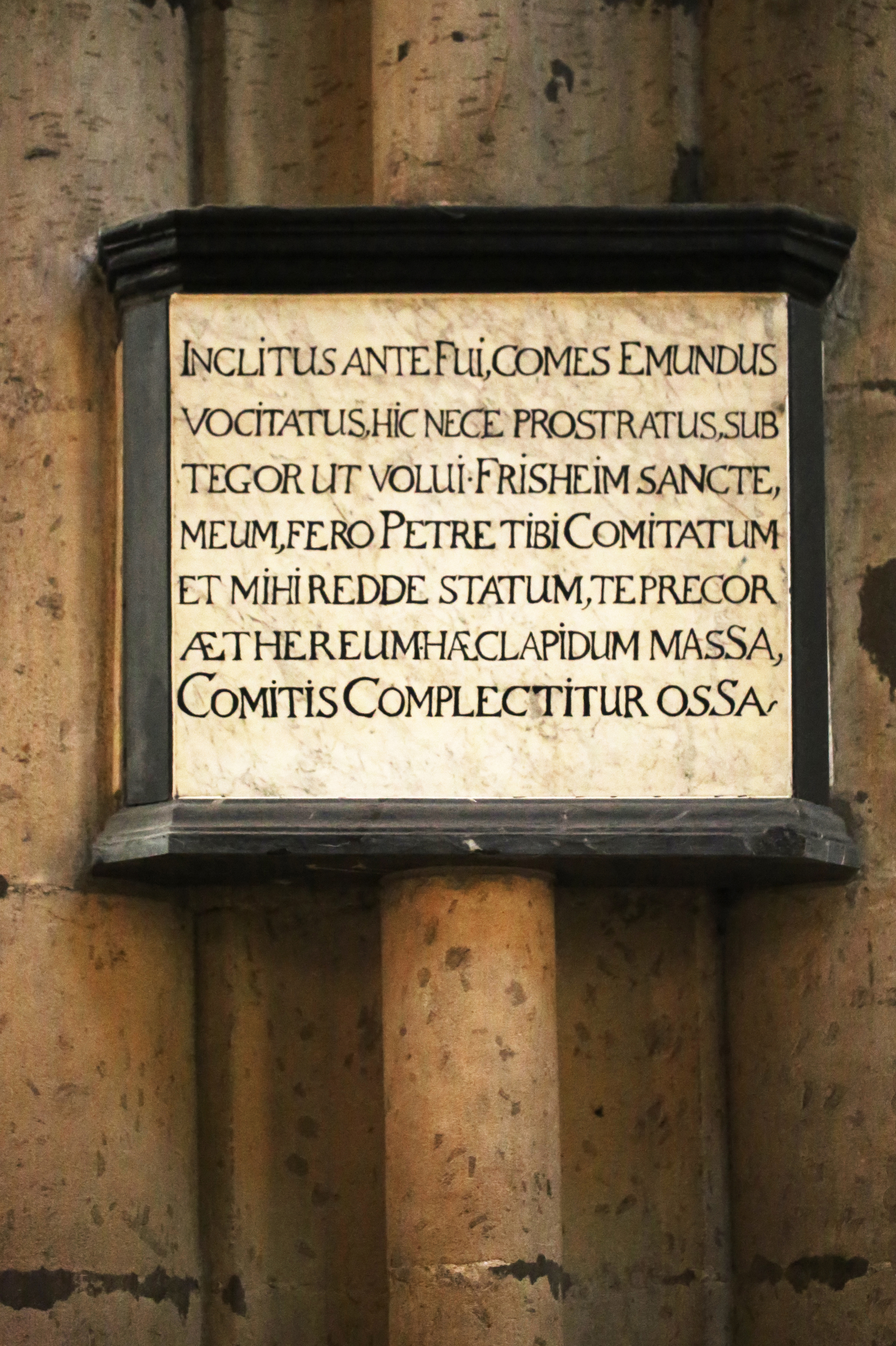
Emundus von Friesheim (Gedenktafel im Kölner Dom)

Emundus von Friesheim (Reste des Grabes in der archäologischen Grabung unter dem Kölner Dom)

Um 830 schenkte Graf Emundus, ein Angehöriger der Reichsaristokratie des Karolingerreiches und Gaugraf des Kölngaus, seinen Besitz „Friesheim“ dem heiligen Petrus, dem Patron der Kölner Domkirche.
Bei der von Erzbischof Gunthar als Verwalter der Güter des heiligen Petrus vorgenommenen „Güterumschreibung“ im Jahr 866 fiel die Villikation Friesheim dem Domkapitel zu.

#### Villikation des Domkapitels
Im 12. Jahrhundert bestand die Villikation Friesheim aus dem Hauptfronhof in Friesheim mit Ländereien und mehreren Fronhöfen an anderen Orten, die dem Haupthof Friesheim zugeordnet waren.
Der Höfeverband Friesheim war verpflichtet, an fünf Terminen Naturalabgaben wie Getreide, Vieh, Leder aus auf dem Hof gegerbten Fellen und dort hergestellte Textilien sowie eine Geldabgabe von den auf dem Hof lebenden Hagestolzen an das Domstift in Köln zu liefern. Die Lieferungen dienten zum Lebensunterhalt der Domkanoniker, doch war ein Teil ausdrücklich für den Dompropst bestimmt, für den der Schultheiß des Höfeverbandes 18 Dienste und drei Bewirtungen zu leisten hatte. Der Haupthof (Salgut) des Domkapitels verfügte über ein Brauhaus mit Sudpfannen, die Malz und Bier herstellten. Die auf dem Hof erwirtschafteten Überschüsse wurden auf den Märkten verkauft.
Zum Fronhof in Friesheim gehörte eine Kirche, die 1308 im Liber valoris als Pfarrkirche im Besitz des Kölner Dompropstes genannt wurde. Der Dompropst als Pfarrer von Friesheim schlug einen Priester vor, der an seiner Stelle den Pfarrdienst übernahm.

#### Unterherrschaft des Domkapitels
Das Domkapitel, das Friesheim als Unterherrschaft im Amte Lechenich besaß, setzte Vögte ein, die für den Schutz der Menschen zu sorgen hatten und Recht sprachen.
Diesen gelang es, die ihnen verliehenen Vogteirechte und den damit verbundenen Besitz und Einkünfte aus ihrer Dienstgütern an ihre Nachkommen zu vererben.
Als das Domkapitel am Ende des 14. Jahrhunderts die Vogteirechte von den Erben des verstorbenen Vogtes zurück erwarb, blieb der größte Teil der vormals zur Vogtei gehörenden Güter bei den Erben der Vogtfamilie und wurde vom Dompropst an diese als Lehen vergeben.
Dem Domkapitel blieb ein kleinerer Teil des Besitzes, so das 1399 noch bestehende Burghaus im Niederwich, das „alte Haus“, das der letzte Vogt besessen hatte, und vier weitere Güter, mit denen ein Domkanoniker vom Dompropst belehnt wurde.
Nach der Niederlegung des Vogtshauses ließ das Domkapitel 1428 ein neues Herrenhaus als Wohnsitz für Aufenthalte seiner Vertreter erbauen. Die Vorburg mit den Hofländereien war der Burghof, Brügger Hof genannt, dessen Einkünfte der Domkanoniker Wolter von Brüggen in der Mitte des 15. Jahrhunderts erhalten hatte. Der Pächter des Burghofes war verpflichtet, für die Einwohner das Zuchtvieh zu halten. Als Verwalter „Baumeister“ des Domkapitels hatte er zudem die Aufgabe, die Einkünfte des Domkapitels einzutreiben, abzuliefern und eine Rechnung aufzustellen. Vor dem für die Liegenschaften zuständigen Hofgericht wurden alle grundpachtpflichtigen Güter nach dem Tode des Inhabers von seinem Nachfolger neu empfangen und eine Kurmud gezahlt. Die Rechte des Domkapitels und die Pflichten der Einwohner waren in einem Weistum aufgezeichnet, das dreimal jährlich an den Hofgerichtstagen den Bewohnern vorgetragen wurde. Auch Müller und Gastwirte wurden zu den Gerichtstagen geladen, an denen ihre Maße überprüft wurden.
Außer dem Hofgericht bestand ein Gericht der Unterherrschaft mit niederer und hoher Gerichtsbarkeit, das im „Dinghaus“ am Platz (heute Hubert-Vilz-Platz) tagte. Es wurde über große und kleine Vergehen verhandelt und entsprechend den Gesetzen geurteilt. Bei schweren Delikten wurde die Todesstrafe verhängt. Kleinere Vergehen waren in der Regel Verstöße gegen die Verordnungen des Domkapitels. Buschhüter achteten auf die Einhaltung der Buschordnung des Domkapitels, Verstöße wie Holzdiebstähle, Reisig sammeln an nicht erlaubten Tagen oder nicht gekennzeichnete Schweine unbeaufsichtigt von einem Hirten zur Eckernmast in den Busch zu treiben, wurden bestraft.

### Neuzeit

#### Dorf und Niederwich
Friesheim bestand aus zwei ehemals voneinander getrennten Siedlungen, dem befestigten Ortskern und dem von diesem abseits liegenden Niederwich. Das Dorf umgaben schützende Gräben und Hecken als „Befestigungsanlagen“, die mit vier Toren bzw. Pforten (Portzen) versehen waren.
Der „Niederwich“ umfasste den Teil Friesheims, der außerhalb der Dorfbefestigung lag. Wohl aufgrund seiner Lage ging der größte Teil der Häuser und Hofstätten im Truchsessisch-Niederländischen Krieg unter. So wurden nach den Aufzeichnungen des Kölner Ratsherrn Hermann von Weinsberg im Jahr 1591 drei Höfe und 17 Häuser in Friesheim zerstört, zu denen folgende Liegenschaften gehörten:
- Haus und Hofgebäude des Heilig-Geist-Hauses (Hospital) in Köln[28]
- Haus und Hof der Kölner Minoriten in der Nähe des Kölntores[29]
- Haus und Hof der Johanniter[30]
- Der Steprather Hof
- Das Winrich-Kochsgut[31]
- Das Burghaus des Domkapitels.

Das Burghaus des Domkapitels wurde nach der Zerstörung nicht wieder aufgebaut. Lediglich ein Wohnhaus für den Halfen und neue Wirtschaftsgebäude wurden errichtet. Die in den folgenden Jahrzehnten als Burg bezeichnete Vorburg wurde im 18. Jahrhundert nach dem Pächter Evert „Evertzburg“ genannt, woraus sich die in Friesheim geläufige Bezeichnung „Effertzburg“ entwickelte.

#### Burgen und Höfe

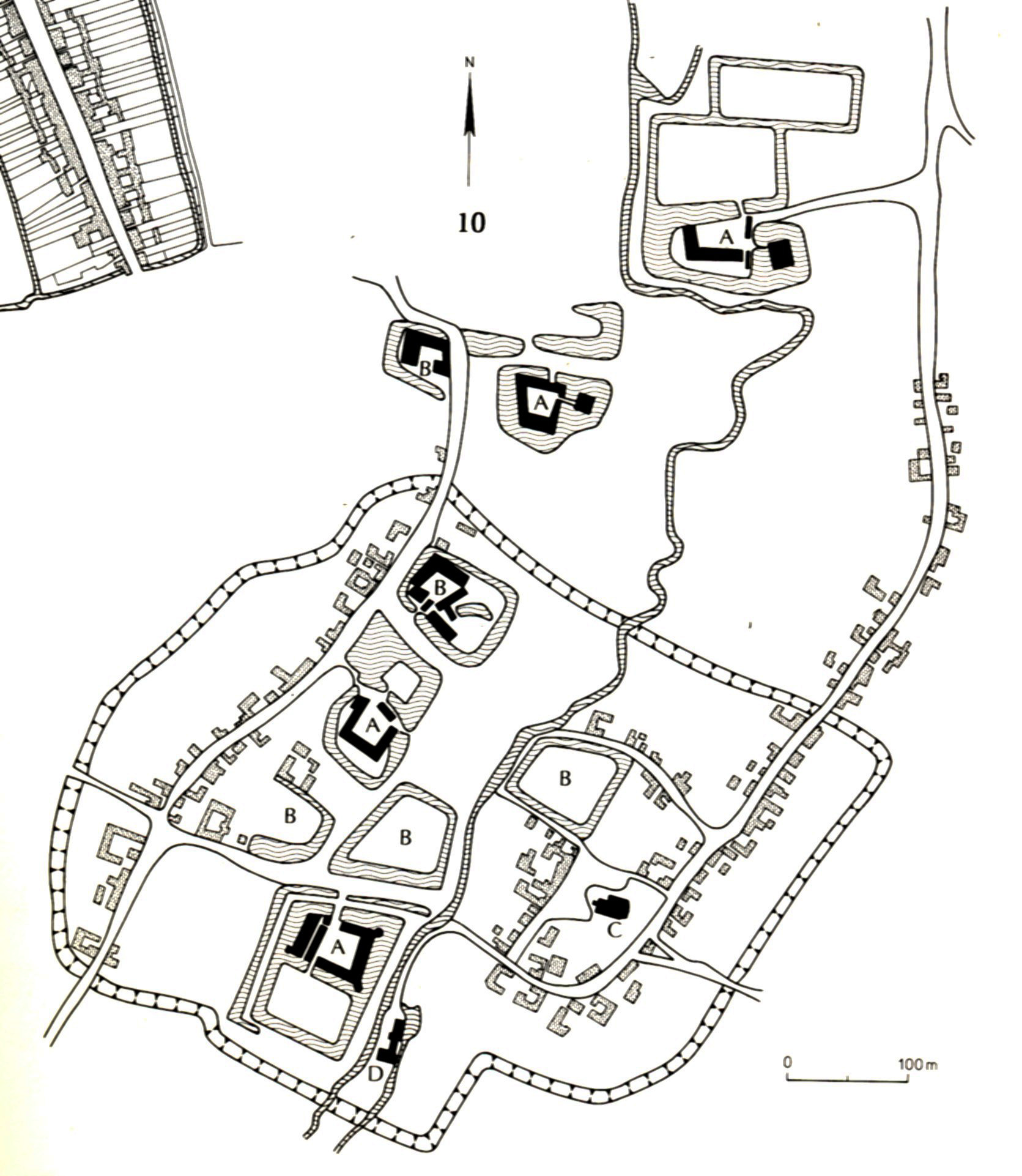
Befestigungen der Hofanlagen

Eine Katasterkarte von 1810 verdeutlicht, dass es in der Friesheimer Gemarkung mindestens 10 wasserumwehrte Burgen oder burgähnlich befestigte Höfe gab, deren Grabensysteme innerhalb und außerhalb der ehemaligen Dorfbefestigung lagen, jedoch ist es nicht mehr möglich, die Anzahl der Burgen und Höfe, die gleichzeitig bestanden, nachzuweisen. Erbteilungen bewirkten, dass größere Höfe in mehrere Parzellen zerfielen, oder neu zusammengelegt und bebaut wurden.
Bei der auf kurfürstlichen Befehl erfolgten Vermessung des Friesheimer Grundbesitzes in Friesheim im Jahre 1661, der die anschließende steuerliche Erfassung folgte, wurden drei Adelssitze verzeichnet, die Burg des Freiherrn von Frenz, die Wymarsburg und die Burg des Freiherrn von Hoheneck. Dazu kamen mehrere Hofplätze mit größeren Ländereien ohne Hofgebäude. Zu den vier Höfen des Domkapitels gehörten der Brügger Hof und der Habbelrather Hof, die restlichen Ländereien des Kapitels waren ohne Wohngebäude.
Um 1751 gab es wie 1661 drei landtagsfähige Adelssitze, die Burg genannt wurden. Zwei lagen innerhalb der Dorfbefestigung, so die Wymarsburg, vorher von Hatzfeld, und die Quentelsburg oder Weiße Burg, vorher von Frenz. Außerhalb lag im Niederwich Burg Redinghoven, der vormalige Sitz derer von Hoheneck.
Die Gebäude des Habbelrather Hofes waren 1771 niedergelegt. Eine angebliche „Schwarze Burg“ außerhalb der Dorfbefestigung gab es in Friesheim nicht. Haus und Hofgebäude des Schwarzenberger Hofs, auch Aldenrathshof oder Unkelbachshof genannt, bestanden schon 1661 nicht mehr.
Außerhalb der Dorfbefestigung lag der Hof der Margarethenkapelle in Köln, der 1668 als „Weißer Hof“ bezeichnet wurde. Spätestens seit Ende des 14. Jahrhunderts hatte der Vikar der Margarethenkapelle Güter in Friesheim, mit denen er vom Dompropst belehnt wurde.
Das von Wassergräben umgebene Schultheißenhaus wurde in der Bevölkerung seit dem 20. Jahrhundert als „Krahesburg“ bezeichnet. Das 1727 im Barockstil errichtete Haus des Schultheißen Saur verkaufte dieser im Jahr 1763 an Schultheiß Krahe.
Zu Friesheim gehörte auch der in etwa zwei Kilometer vom Dorf entfernt in der Nähe der Römerstraße Köln – Zülpich gelegene Hoverhof. Die im 14. Jahrhundert noch befestigte Burg (castrum vriyssheim) war seit 1320 vorübergehend Offenhaus des Grafen Gerhard von Jülich, nach 1358 wieder Lehen und Offenhaus des Dompropstes. Nachdem im 15. Jahrhundert die Ländereien geteilt worden waren, wurden Haus und Hofgebäude niedergelegt und die verbliebenen Ländereien zusammen mit einer Burg in Friesheim, der späteren Wymarsburg, als Lehen ausgegeben.

#### Lebensverhältnisse der Dorfbewohner

##### Verwaltung und Gericht
Im Laufe der Zeit änderten sich Verwaltung und Rechtsprechung. Seit dem 18. Jahrhundert wurden ausgebildete Juristen als Schultheißen eingesetzt, die sowohl die Aufgaben des „Baumeisters“ übernahmen und die Rechnungen aufstellten als auch dem Gericht vorstanden und zusammen mit den Schöffen Recht sprachen. Ende des 18. Jahrhunderts stand an Stelle des früheren Dinghauses ein „Rathaus mit Gefängnis“.

##### Landwirtschaft
Die Landwirtschaft bestimmte das Leben der Einwohner. Die Erträge ihrer Arbeit wurden durch Grundpacht, Zehntzahlungen und landesherrlichen Steuern oder Ernteschäden sehr gemindert. Die Einwohner waren machtlos gegen die vom Rotbach verursachten riesigen Überschwemmungen, bei denen das Wasser in die Häuser und Wirtschaftsgebäude eindrang, Feldfrüchte vernichtete und große Teile der Heuernte in den an den Rotbach angrenzenden Wiesen, Benden genannt, von den Fluten mitgerissen wurden.

##### Kriege und Brände
Die Einwohner der Unterherrschaft Friesheim hatten ähnlich wie die anderen Orte der heutigen Stadt Erftstadt im 17. und 18. Jahrhundert unter zahlreichen Truppendurchmärschen, Einquartierungen und Plünderungen stark zu leiden. Im sogenannten „Hessenkrieg“, einem Teil des Dreißigjährigen Krieges, quartierten sich 1642 bei der Belagerung Lechenichs hessische, französische und weimarsche Söldner in Friesheim ein.
Ähnlich war es 1673 bei der Belagerung Lechenichs durch die Kaiserlichen, als deren Befehlshaber, General Bournonville, sein Hauptquartier in Friesheim aufschlug. Im Jahre 1703 wurde das Dorf von einem Trupp des Brigadiers de la Croix, einen ehemaligen Söldner, geplündert.
Dazu kamen finanzielle Belastungen durch Serviceleistungen wie Fouragelieferungen und Kontributionen für das Militär die viele Einwohner nicht aufbringen konnten. Im Jahre 1675 war die Gemeinde Friesheim gezwungen, um die geforderten Kontributionen zahlen zu können, 800 Reichstaler als Erbrente aufnehmen, für die sie jährlich 40 Reichstaler zahlten. Große Schäden entstanden durch französische Verbündeten des Kölner Kurfürsten Max Heinrich und seines Koadjutors Wilhelm von Fürstenberg, die 1689 bei ihrem Abzug aus dem Schloss Lechenich in Friesheim Häuser anzündeten.
Neben Brandlegung in Kriegszeiten richteten Brände auch in anderen Jahren verheerende Schäden im Dorf an. So war Friesheim im 18. Jahrhundert mehrmals von großen Bränden betroffen. Bei einem Dorfbrand im Jahr 1759 brannten 17 Häuser mit den Wirtschaftsgebäuden ab.
Bei einem weiteren Dorfbrand 1768 waren wieder viele Anwesen betroffen. Die Gemeinde erhielt Steuernachlass für die Dauer eines Jahres.

### Französische Zeit
Vom Einmarsch der französischen Revolutionstruppen 1794 und den folgenden Jahren der Besetzung bis 1797 wurde die Friesheimer Bevölkerung wieder durch Einquartierung, Kontributionen, Hand- und Spanndienste sowie Fouragelieferungen stark belastet.
Nach dem Frieden von Campo Formio im Jahr 1797 wurde 1798 bei der Aufhebung der alten Territorien und der Schaffung neuer Verwaltungsbezirke als Départements, Arrondissements und Kantone auch die Unterherrschaft des Domkapitels in Friesheim aufgehoben. Bei der Neuordnung des Gerichtswesens wurde die Gerichtszuständigkeit neu gegliedert und die kleinen Rechtsfälle Friesheims dem Friedensgericht in Lechenich zugewiesen.
Nach der Änderung des Verwaltungsaufbaus unter Napoleon bildete Friesheim seit 1800 mit Borr und Niederberg eine Mairie im Kanton Lechenich.
Im Jahr 1801 hatte Friesheim 184 Haushaltsvorstände. Die Einwohnerzahl betrug 825 Personen, davon waren 591 Erwachsene und 234 Kinder. 19 Bewohner waren jüdischen Glaubens.
Neben den Pächtern der großen Höfe gab es 56 Landwirte, die in kleinen Familienbetrieben arbeiteten. Ein weiterer Teil der Bevölkerung bestand aus 62 Tagelöhnerfamilien. Von den drei jüdischen Familien bezeichnete sich ein Jude als Metzger, die beiden anderen waren Händler. Ein jüdischer Lehrer unterrichtete die acht Kinder der Familien. In Friesheim waren um 1800 alle Einrichtungen für den täglichen Bedarf vorhanden. Außer den Gewerbetreibenden wie Bäcker und Gastwirt gab es 18 Handwerker, die auch Arbeiten in den Dörfern der Umgebung übernahmen. Eine approbierte Hebamme leistete Geburtshilfe. Den überörtlichen Bedarf deckten ferner ein Tuchwarenfabrikant und ein Branntweinbrenner.
Mit dem Frieden von Lunéville vom Februar 1801 wurde die Zugehörigkeit des linken Rheinufers zum französischen Staat rechtskräftig. Junge Friesheimer Männer wurden nun als französische Bürger in die französische Armee eingezogen.
1802 wurden nach dem 1801 abgeschlossenen Konkordat zwischen Napoléon Bonaparte und Papst Pius VII. Klöster und Stifte aufgehoben, ihr Besitz enteignet und in den folgenden Jahren versteigert. In Friesheim wurde infolge der Säkularisation aus dem Besitz des Domstiftes der Brüggerhof mit Haus, Gebäuden, Gärten und über 50 Hektar Ackerland als Evertzburghof 1807 in Aachen versteigert. Auch die Güter weiterer geistlicher Institutionen im Ort wurden verkauft.

### Preußische Zeit
Unter den preußischen Behörden blieben die Mairien als Bürgermeistereien und ab 1927 mit der Bezeichnung Amt weiter bestehen.

#### Verbesserung der Infrastruktur
Die Infrastruktur wurde seit der Mitte des 19. Jahrhunderts durch Straßenausbau, Brückenbauten und den Bau der Kreisbahn verbessert. Durch die 1854 gebauten Landstraßen Neuss -Lechenich und 1857 Lechenich -Derkum (Euskirchen) wurde der Ort besser an das überörtliche Verkehrsnetz angeschlossen. 1864 erfolgte der Bau der Straße Lommersum -Niederberg –Friesheim -Ahrem –Lechenich mit Anschluss an die Straße Lechenich Derkum und 1883 schloss sich der Bau der Straße Friesheim – Erp an. Drei steinerne Brückenbauten über den Rotbach entstanden zwischen 1888 und 1891.
Die Euskirchener Kreisbahnen schufen 1894/95 die Verbindung Friesheims zur Kreisstadt Euskirchen und dem Bahnhof Liblar mit Anschluss nach Köln. Der Bahnanschluss ermöglichte es, landwirtschaftliche Produkte in größeren Mengen über das nähere Umfeld des Ortes hinaus zu transportieren.
1890 wurde die Telegrafenverbindung von Lechenich nach Friesheim in Betrieb genommen, der einige Jahre später eine Postagentur angeschlossen war.
Seit 1904 wurden Brunnen oder Pütze durch eine Wasserleitung ersetzt. 1911 erfolgte der öffentliche Anschluss an das elektrische Stromnetz, so dass die Häuser mit elektrischem Strom versorgt werden konnten.

#### Steigerung der landwirtschaftlichen Erträge
Durch die Anwendung von Kunstdünger seit der zweiten Jahrhunderthälfte steigerten sich die landwirtschaftlichen Erträge. Die Verbesserung wurde verstärkt durch neue Arbeitsmethoden. Durch die Flurumlegung, die 1911 begann und der nach und nach weitere folgten, wurde die Zersplitterung des Ackerlandes in kleinste Parzellen beseitigt. Die größeren Parzellen waren durch ein neues Wegenetz mit modernen maschinellen Ackergeräten erreichbar und besser zu bearbeiten.

#### Neubau der Kirche St. Martin

Alte Kirche St. Martin Friesheim, Tusche/Aquarell von Catharina Stryck 1875

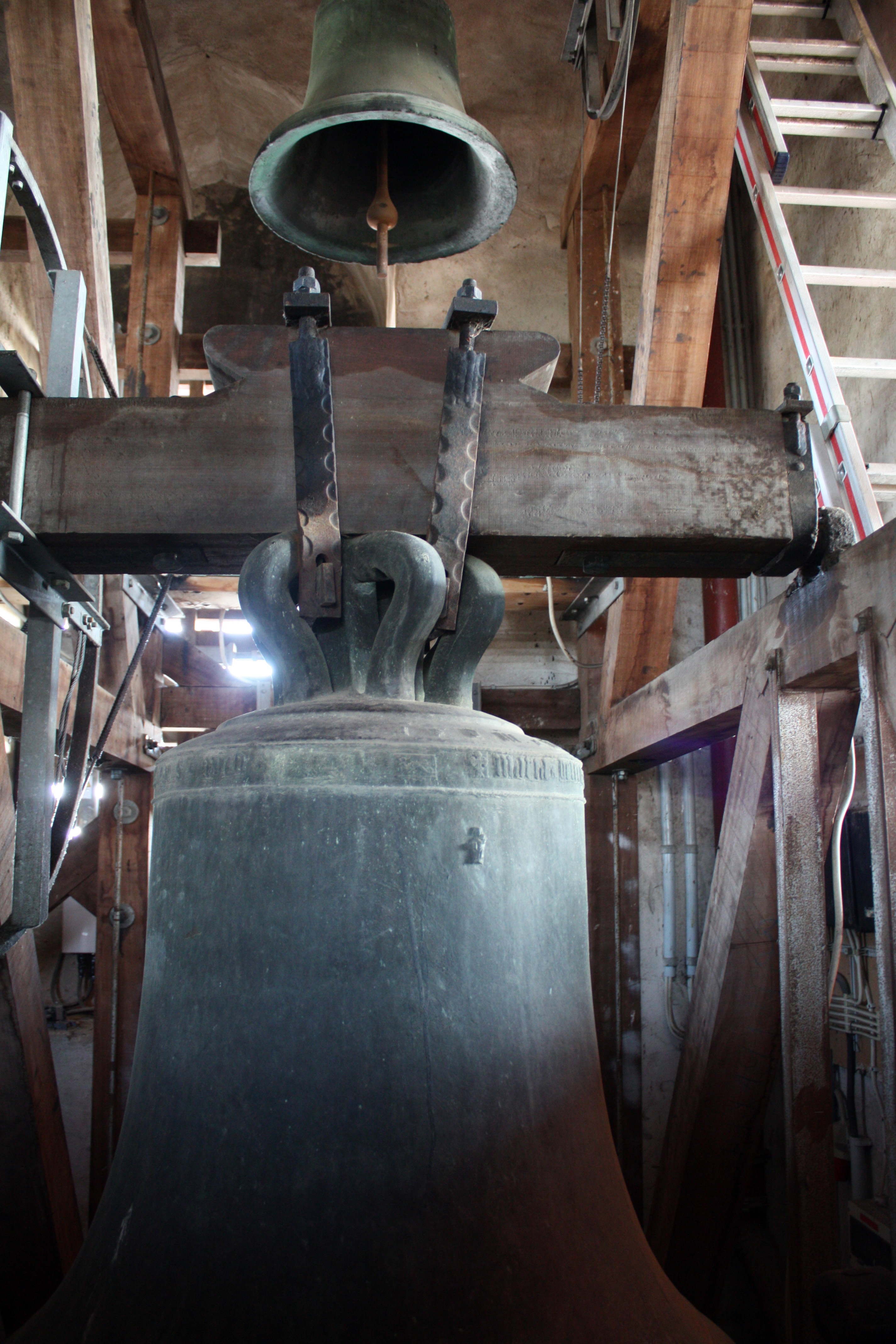
Glockenstuhl der Pfarrkirche St. Martin

Als die jahrhundertealte Kirche im 19. Jahrhundert immer baufälliger und gleichzeitig für die Gemeinde zu klein geworden war, wurde sie nach Plänen des Architekten August Carl Lange (1834–1884) durch einen großen Neubau im neugotischen Stil ersetzt, der seit 1878 für den Gottesdienst genutzt werden konnte und 1887 konsekriert wurde. Die Orgel aus dem Jahr 1896 stammt aus der Bonner Werkstatt Klais. Die neugotische Ausstattung ist fast vollständig erhalten mit Ausnahme der Fenster, die bei einem Luftangriff im Zweiten Weltkrieg zersprangen. Das mittlere Chorfenster mit einem Glasgemälde „Maria und Johannes unter dem Kreuz“ aus dem Jahre 1948 ist ein Werk des Künstlers Walter Benner. Die übrigen Glasfenster für Chor und Seitenschiffe wurden nach Entwürfen des Künstlers Herb Schiffer von der Firma Oidtmann hergestellt.
Aus der Vorgängerkirche stammt ein Taufstein aus dem 12. Jahrhundert mit Eckköpfen und aus Namurer Blaustein, eine silber vergoldete Turmmonstranz aus dem zweiten Viertel des 15. Jahrhunderts sowie ein restauriertes Holzkreuz, ein Dreinagelkreuz aus der Zeit um 1300, das als Triumphkreuz im Chorraum hängt. Auf der Rückseite der Kreuzbalken ein weiteres Gemälde des Gekreuzigten aus späterer Zeit.
Drei der fünf Glocken wurden im 15. Jahrhundert (1410, 1451, 1457) gegossen.
Bei der umfassenden Restaurierung in den Jahren 1981 bis 1986 wurden zwar einige bauliche Veränderungen vorgenommen, doch dem vorhandenen Baustil angepasst, so dass die Kirche immer noch als ausgezeichnetes Beispiel einer neugotischen Kirche gilt.

#### Verlegung des Friedhofes
Auf Drängen der Behörde wurde der um die Kirche gelegene Kirchhof aufgegeben und 1876 ein neuer Friedhof auf einem von der Gemeinde erworbenen Grundstück am heutigen Grünen Weg/Strunkpfad angelegt. Das Hochkreuz im Zentrum des Friedhofes wurde als Grabstein für die ersten Pfarrer nach dem Bau der neuen Kirche errichtet.
Die um den Friedhof verlaufende Mauer wurde bei folgenden Friedhofserweiterungen größtenteils niedergelegt. Erhalten blieb ein Stück der Mauer mit dem Eingangstor von 1876.

#### Schule
Schon 1637 gab es die Möglichkeit für Schulkinder, in den Wintermonaten am Unterricht des Vikars in dessen Haus teilzunehmen. Seit 1689 wurde das Schulgeld für arme Kinder aus den Einkünften der Stiftung des Domherrn Thomas von Quentel bezahlt. 1791 waren Schule und Küsterdienst getrennt, wenn auch der Vikar bei zu großer Kinderzahl mit Unterstützung des Küsters unterrichtete. In französischer Zeit war wieder ein Küsterlehrer tätig. Erst mit Einführung der allgemeinen Schulpflicht 1825 unterrichteten ausgebildete Lehrer, zunächst in einem Privathaus, seit 1835 in einem neu erbauten Schulgebäude.

#### Erwerbstätigkeit
Bis ins 20. Jahrhundert war Friesheim ein überwiegend landwirtschaftlich ausgerichtetes Dorf. Daneben gab es auch viele Handwerksbetriebe, die auch für die umliegenden Orte arbeiteten. Ende des 19. Jahrhunderts veränderte die einsetzende Industrialisierung die Erwerbstätigkeit. Die früheren Tagelöhner verdienten nun als Arbeiter in Liblar im Braunkohletagebau oder bei der Westdeutschen Maschinenfabrik in Liblar ihren Lebensunterhalt.

### Friesheim in der Weimarer Republik und in der Zeit des Nationalsozialismus

#### Finanzielle Not in der Weimarer Republik
Nach dem Ende des Ersten Weltkrieges erlitten viele Friesheimer Familien durch die Inflation Vermögensverluste. In der Weltwirtschaftskrise 1929 verloren viele Familien ihre wirtschaftliche Existenz durch Arbeitslosigkeit.

#### Veränderungen 1933
Die meisten Friesheimer standen der katholischen Zentrumspartei nahe, doch viele Arbeitslose erhofften sich von Hitler und seiner NSDAP eine Verbesserung ihrer unverschuldeten Lage, auch patriotisch Gesinnte sympathisierten mit Hitler. Im März 1933 erreichte die NSDAP 32 % der Stimmen, wenn auch das Zentrum mit mehr als 35 % stärkste Partei blieb. Eine der frühen Maßnahmen der neuen Regierung war die Umbenennung der Straße Niederweg in Adolf-Hitler-Straße.
Wenige Jahre nachdem die NSDAP die Macht übernommen hatte, hatte die Partei auch in Friesheim viele Mitglieder gewonnen.

#### Pogrom und Vernichtung der Juden
In der Reichskristallnacht am 9. November 1938 wurden die Häuser und Wohnungen der jüdischen Familien demoliert und die 1861 erbaute Synagoge zerstört. Friesheimer Juden, denen es nicht gelungen war auszuwandern, wurden 1941 zusammen mit in Erp, Friesheim und Lechenich lebenden Juden in einem „Judenhaus“ in Friesheim zusammengefasst, 1942 deportiert und in den Vernichtungslagern umgebracht. Das war das Ende der jüdischen Gemeinde in Friesheim, die schon im 17. Jahrhundert nachweisbar ist.
Seit Mitte des 19. Jahrhunderts bestand eine größere jüdische Gemeinde, für die 1851 ein eigener Friedhof an der Landstraße in Richtung Niederberg angelegt wurde. Er wurde bis 1942 genutzt.
Im Jahr 1943 an die Gemeinde Friesheim verkauft, befindet sich der Begräbnisplatz seit 1952 im Besitz der Jewish Trust Corporation. Die Pflege übernahm 1958 die Gemeinde Friesheim, nach 1969 die Stadt Erftstadt.

#### Kriegseinwirkungen
Im November 1943 wurden bei einem Luftangriff Menschen verletzt und getötet, Wohnhäuser beschädigt, das Herrenhaus der Weißen Burg und große Teile der Vorburg zerstört.
Der Krieg endete für Friesheim, als der Ort am 3. März 1945 von amerikanischen Soldaten eingenommen wurde.

### Veränderungen nach dem Zweiten Weltkrieg
Nach der Gründung des Landes Nordrhein-Westfalen 1946 blieb das Amt Friesheim weiter bestehen.
In den folgenden Jahren wurde die Infrastruktur rasch verbessert durch Straßenausbau und Asphaltierung, bessere Wasserversorgung, Kanalisation in allen Straßen und Bau einer Kläranlage. Der Dorfverschönerung dienten neu angelegte Grünanlagen.
Nach 1949 erhielt Friesheim ein Wappen, das in Anlehnung an das Friesheimer Schöffensiegel mit Bischofsstab und Petrusschlüssel gestaltet wurde.
Bei der Kommunalreform wurde Friesheim am 1. Juli 1969 als Stadtteil in die neugebildete Stadt Erftstadt eingegliedert.

#### Wachstum durch Heimatvertriebene und Zugezogene
Nach dem Zweiten Weltkrieg stieg die Einwohnerzahl Friesheims durch viele Heimatvertriebene stark an. In mehreren Phasen wurden Wohnhäuser im Bereich des neuen Siedlungsareals erbaut, in dem die Gemeinde 50 Morgen Ackerland für Bauwillige zur Verfügung gestellt hatte. Dort entstand zu Beginn der 1960er Jahre die sogenannten „Siedlung“. Für die Heimatvertriebenen wurden mehrere Häuser am südlichen Dorfausgang gebaut. Auch im Zentrum des Dorfes wurden Baulücken geschlossen. Bis 1969 war die Bevölkerung auf 2013 Einwohner angewachsen.

#### Evangelische Kirche
Durch den Zuwachs änderte sich die Bevölkerungsstruktur auch in der konfessionellen Zusammensetzung der Ortsbewohner. Für den großen Anteil evangelischer Christen in Friesheim, Heimatvertriebene und in späteren Jahren Zugezogene, die zur Kirchengemeinde Lechenich gehörten, wurde ein 1983 fertiggestelltes Gemeindezentrum errichtet.

#### Schulverhältnisse
Als nach dem Zweiten Weltkrieg war ein Schulneubau notwendig geworden war, wurde 1959 ein modernes Schulgebäude mit Klassenräumen, Fachräumen und Turnhalle errichtet. Bei der Schulreform 1968 wurde die Volksschule in Grundschule und Hauptschule geteilt. Die Friesheimer Grundschüler wurden der Erper Grundschule, die Hauptschüler der Lechenicher Hauptschule zugewiesen. Die Förderschule der Stadt Erftstadt (bis 2013 Don-Bosco-Schule, danach Martinusschule) wurde bis zu ihrer Schließung im Jahr 2017 im ehemaligen Friesheimer Schulgebäude untergebracht.

#### Veränderte Berufstätigkeit
Mit dem Anwachsen der Bevölkerung ging auch eine Veränderung des Erwerbsverhaltens einher. Die meisten Berufstätigen arbeiten heute außerhalb des Ortes vorwiegend in der nahen Großstadt Köln oder in deren Peripherie. Enormen Einfluss hatte darauf die Nutzungsmöglichkeit eines eigenen Kraftfahrzeuges. Auch die Erwerbstätigkeit der Frauen nahm rapide zu.
Die Zahl der landwirtschaftlichen Betriebe ist drastisch gesunken. Viele der früher selbständigen Bauern wurden zu Nebenerwerbslandwirten oder gaben die Landwirtschaft auf. Heute sind nur noch wenige Prozent der Einwohner in der Landwirtschaft tätig.

### Einwohnerentwicklung
| Jahr      | 1816  | 1825  | 1828  | 1843  | 1858  | 1864  | 1867  | 1871  | 1885  | 1890  | 1895  | 1900  | 1905  | 1910  | 1919  | 1925  | 1933  | 1939  | 1946  | 1950  | 1956  | 1961  | 1967  |
| --------- | ----- | ----- | ----- | ----- | ----- | ----- | ----- | ----- | ----- | ----- | ----- | ----- | ----- | ----- | ----- | ----- | ----- | ----- | ----- | ----- | ----- | ----- | ----- |
| Einwohner | 1.362 | 1.458 | 1.525 | 1.717 | 1.956 | 2.074 | 1.979 | 1.979 | 1.829 | 1.797 | 1.851 | 1.835 | 1.789 | 1.775 | 1.860 | 1.869 | 1.846 | 1.730 | 1.946 | 2.080 | 2.074 | 2.089 | 2.722 |

### Die Bürgermeister von Friesheim
| von  | bis  | Name                    |
| ---- | ---- | ----------------------- |
| 1810 | 1813 | Matthias Curt           |
| 1813 | 1819 | Michael Joseph Richartz |
| 1819 | 1837 | Johann Joseph Curt      |
| 1838 | 1862 | Theodor Fröhlich        |
| 1862 | 1875 | Johann Kiel             |
| 1875 | 1892 | Theodor Bachem          |
| 1892 | 1912 | Franz Stryck            |
| 1912 | 1927 | Hubertus Cader          |
| 1928 | 1933 | Peter Loben             |
| 1933 | 1943 | Christian Curt          |
| 1943 | 1945 | Paul Geile              |
| 1945 | 1946 | Heinrich Oepen          |
| 1946 | 1949 | Richard Fellmann        |
| 1949 | 1952 | Heinrich Stockem        |
| 1952 | 1955 | Theodor Wolfgarten      |
| 1956 | 1956 | Theodor Kessel          |
| 1956 | 1969 | Erich Schramm           |

## Heutiges Ortsbild
Die auf dem Rotbachhang in exponierter Lage errichtete neugotische Pfarrkirche St. Martin mit ihrem weithin sichtbaren Turm prägt das Ortsbild. Ähnlich prägend sind die beiden noch erhaltenen Wasserburgen, die Burg Redinghoven und die Weiße Burg. Von der „Krahesburg“, deren Wassergräben in den 1960er Jahren zugeschüttet wurden, ist das barocke Wohnhaus erhalten. In den Straßen sind noch kleine Fachwerkhäuser zu sehen, deren Fassaden vielfach verändert wurden. Einige der großen wie das Haus Fuck, das ehemalige Gasthaus Pafemötz und das Pfarrhaus wurden restauriert und stehen unter Denkmalschutz. An der Rotbachbrücke steht das 1923 für die Gefallenen des Ersten Weltkriegs errichtete Kriegerdenkmal, das 1983 durch einen Gedenkstein für die Toten des Zweiten Weltkrieges ergänzt wurde und 2007 noch erweitert wurde durch eine Tafel mit den Namen der Gefallenen des Zweiten Weltkrieges.
Friesheim hat eine gute Grundversorgung. Arzt, Zahnarzt und Apotheke sind im Ort vorhanden. Nach der Schließung der Edeka-Filiale im Jahr 2018 gab es zunächst kein Lebensmittelgeschäft mehr in Friesheim, bis 2023 ein neuer Netto Marken-Discount eröffnet wurde. Die lokalen Bankfilialen und die Postagentur wurden in den 2010er Jahren geschlossen, die Kreissparkasse Köln bedient den Ort seit dem mit einer mobilen Filiale. Die Stadt Erftstadt unterhält im Ort eine Kindertagesstätte.
Die noch bis Ende des 20. Jahrhunderts fast jährlich auftretenden Hochwässer des Rotbaches waren für die Anlieger regelmäßig mit Schäden verbunden. Durch das 2006 fertiggestellte Hochwasserrückhaltebecken vor Niederberg wurde die Hochwassergefahr deutlich reduziert. Während des schweren Hochwasserereignisses im Juli 2021 kam es dennoch zu großflächigen Überflutungen in Friesheim.
Im Süden der Ortslage befindet sich ein drei Hektar großes Gewerbegebiet, in dem einige namhafte Unternehmen ihren Firmensitz haben.
Die Vereine, die sich in der Dorfgemeinschaft zusammengeschlossen haben, tragen mit ihren Veranstaltungen zum Dorfleben bei. Fast alle Vereine haben ein Vereinshaus für Versammlungen und Festveranstaltungen. Eine Sportanlage liegt im Norden zwischen dem Rotbach und der Straße nach Lechenich.
Ortsbürgermeister ist für die Ratsperiode 2020–2025 Stephan D. Bremer.

## Institution Umweltzentrum
Eine Institution mit über die Stadtgrenzen hinausgehendem Wirkungskreis hat sich mit dem „Umweltzentrum Friesheimer Busch“ etabliert. Es ist 1998 aus einer Initiative des Umweltnetzwerkes Erftstadt auf dem Gebiet eines ehemaligen Munitionsdepots der belgische NATO-Truppen entstanden. Dort arbeiten heute Erftstädter Umwelt- und Naturschutzverbände sowie Verbände der Entwicklungszusammenarbeit und Schulen zusammen, um die schulische und außerschulische Umweltbildung, den Umwelt-, Natur- und Landschaftsschutz sowie die Vorgaben der örtlichen Agenda 21 in Erftstadt umzusetzen. Mit dem Betrieb des Umweltzentrums sollen in Erftstadt und im Rhein-Erft-Kreis Umwelt- und Naturschutzmaßnahmen angeregt und gefördert werden.

## Sehenswürdigkeiten
- Neugotische Kirche St. Martin
- Weiße Burg
- Wasserburg Redinghoven

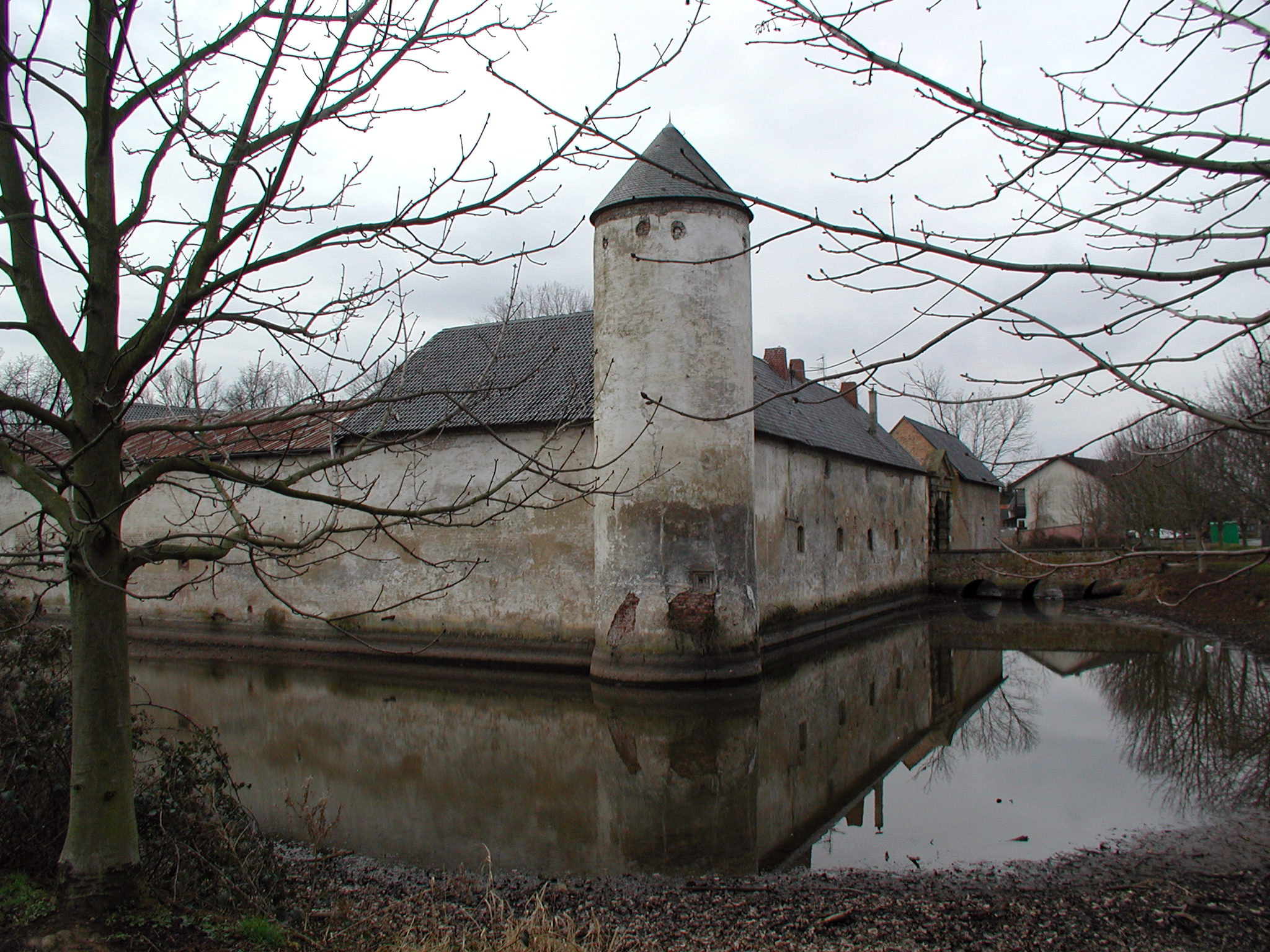
Friesheim: Die Weiße Burg

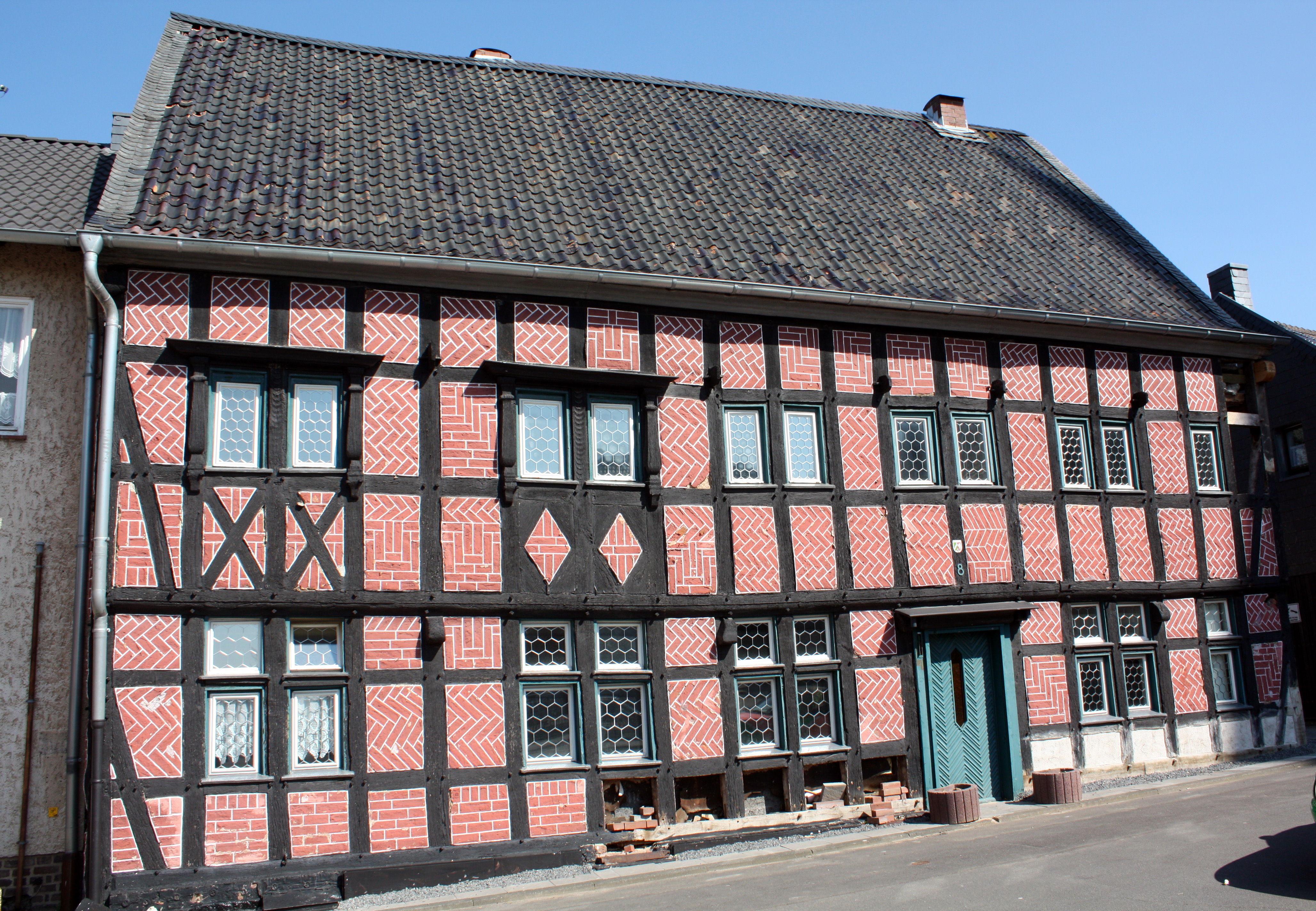
Friesheim: Haus Fuck von 1608

- Figur des Heiligen Johannes von Nepomuk an der zur Burg führenden Birkenallee.
- Haus Fuck von 1608
- Ehemaliges Gasthaus Pafemötz von 1646
- Katholisches Pfarrhaus von 1726
- Jüdischer Friedhof (Friesheim)

## Persönlichkeiten
- Jean André de Saur (1754–1824), französischer Politiker, Mitglied des Sénat conservateur und seit 1808 comte de l’Empire
- Joseph Schneider SJ (1824–1884), deutscher Jesuitenpater, Konsultor der Kongregation für Ablässe und die heiligen Reliquien in Rom sowie Autor religiöser Schriften
- Bruder Edelfried SVD (geb. Fritz Pohl, 1909–1965), Steyler Missionar, Bischofssekretär von Bischof Wolf in Neuguinea, Aufbau des Lehrer-Katecheten-Seminars ebendort, Schultätigkeit in Australien, anschließend wieder in Neuguinea in Alexishafen tätig, gestorben und begraben in Neuguinea
- Gerd Bandilla (* 1934), deutscher Kommunalpolitiker, ehemaliger Gemeindedirektor von Nörvenich im Kreis Düren und Kreisvertreter von Lyck
- Manfred Wahl (1941–2002), Pfarrer, am 24. Juni 1941 in Frechen geboren, Priesterweihe am 24. Juni 1975 im Kölner Dom durch Erzbischof Joseph Kardinal Höffner, Kaplan an St. Patricius in Eitorf/Sieg, am 24. Juni 1979 als Pfarrer von St. Martinus Borr und St. Martin Friesheim in Friesheim feierlich eingeführt, 2. Oktober 1982 zusätzliche Übernahme der Pfarrei St. Johann Baptist Niederberg, gestorben am 27. August 2002 in Friesheim, auf dem dortigen Friedhof beigesetzt. Aus seinem Erbe wurde der Grundstock der Manfred-Wahl-Stiftung für Pfarrei St. Martin Friesheim gebildet.